# 华国锋崇拜

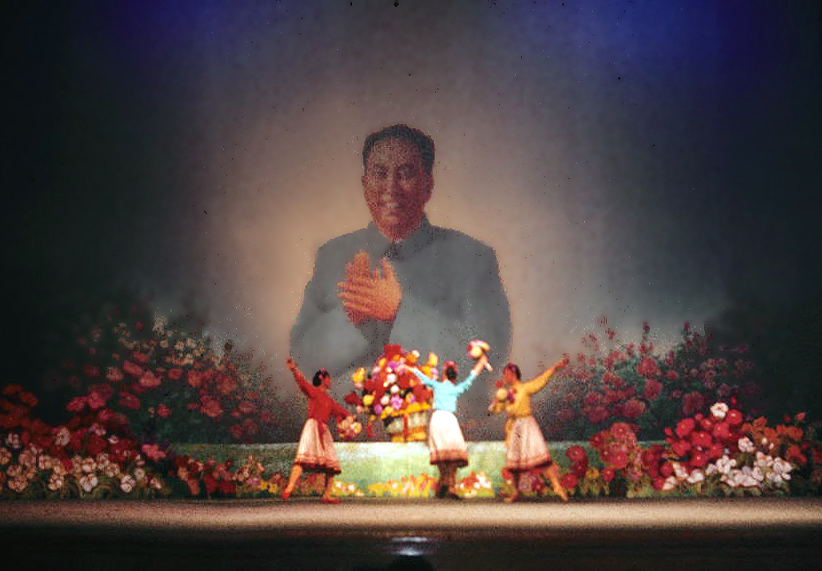
芭蕾舞劇《將花獻給華主席》（摄于1978年）

华国锋崇拜指1976年毛泽东逝世后，继任中国共产党中央委员会主席的华国锋试图制造的个人崇拜。华在位期间人称“英明领袖华主席”。

## 历史背景
华国锋上台初期，民众对他尚且陌生，他于1976年末在全国掀起揭批四人帮的政治运动，并平反文化大革命期间受迫害的人士。逾4600名受冲击的干部在1976年10月至1978年12月恢复工作。邓小平亦于1977年7月官复原职，象征党中央结构发生重大变化。
华国锋曾称“凡是毛主席作出的决策，我们都坚决维护；凡是毛主席的指示，我们都始终不渝地遵循”——即两个凡是——并因此被认为盲目服从，受到批评。华举行了文革以来的首次高考，并规定在毛泽东肖像旁悬挂其肖像。

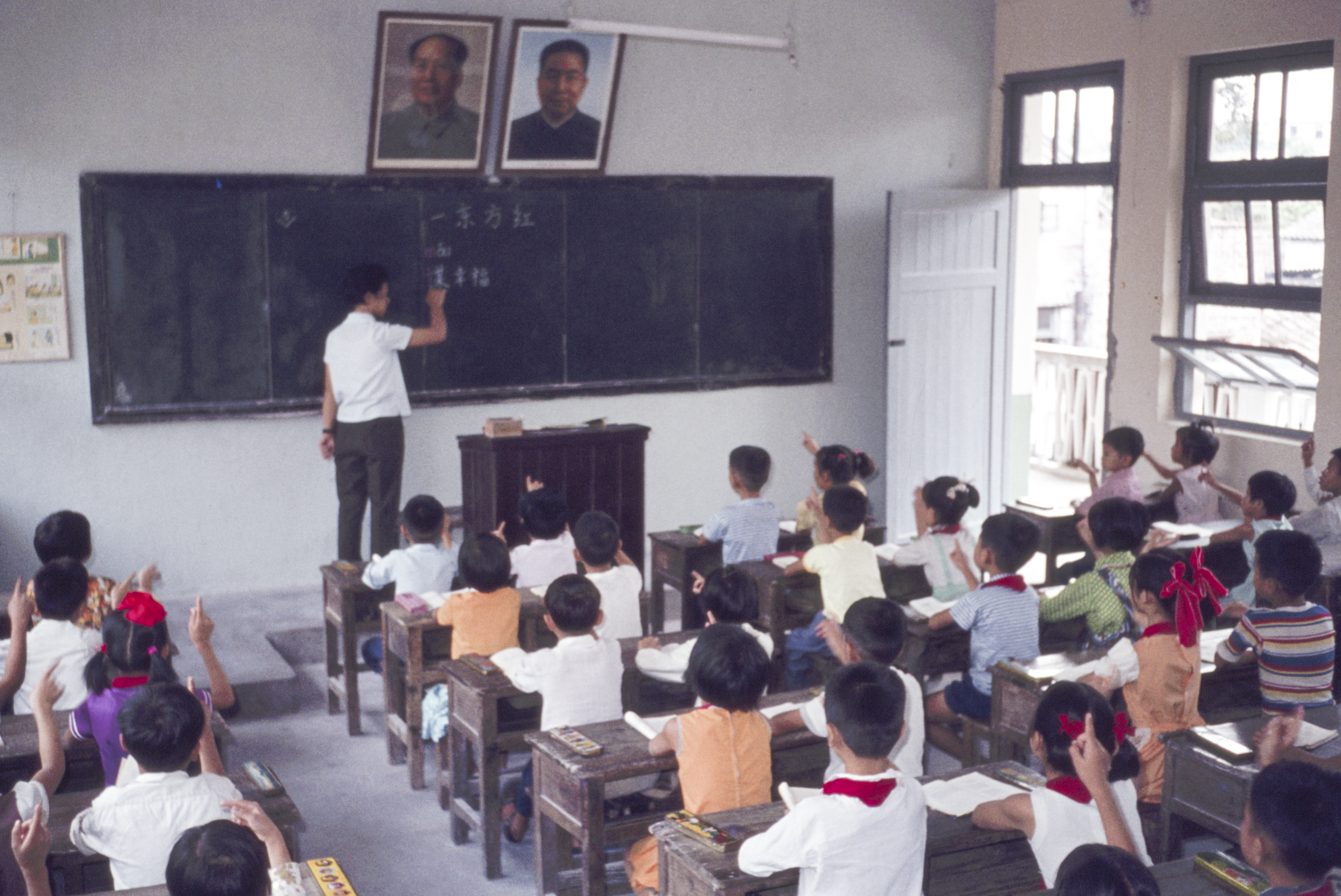
某小学悬挂的毛泽东和华国锋肖像（摄于1978年）

1978年，华国锋在草拟新宪期间起到关键作用，该宪法恢复了部分法治和规划机制，但仍保留了“无产阶级专政下继续革命理论”。尽管华国锋试图通过改革和政治宣传维持威望，但邓小平的崛起使他的变革黯然失色。

## 试图制造个人崇拜
华国锋试图将其与毛的政治遗产紧密联系，以确立个人崇拜。他沿用毛泽东的风格，包括其独特的发型，并经常模仿毛泽东在公共场合的举止。官媒和宣传机关利用华国锋作为毛泽东合法继承人的身份，将他定位为革命的新舵手。
华利用毛泽东的“认可”，即毛写给华的“你办事，我放心”，使其领导权合法化。华国锋大力宣传毛泽东的认可，以加强他的权威和与毛泽东的联系。
此外，华将其肖像渗入到中国公民的日常生活中。凡学校、政府机关、公共设施皆被要求在毛泽东肖像旁悬挂华国锋肖像。华亦修改国歌《义勇军进行曲》，在歌词中插入毛泽东及中国共产党，意识形态色彩更为浓重。
虽然如此，华的个人崇拜终究未能在党内外引起激烈共鸣，主要原因在于邓小平等中共元老的影响力不断上升，以及人们普遍摆脱了毛泽东时代的极端崇拜。华国锋对毛泽东思想和象征主义的依赖被认为与中国日益增长的改革和现代化愿望格格不入，导致其政治影响力最终下降，至1978年底召开中共十一届三中全会后被邓小平取代其最高领导人地位。